# Шельфовий льодовик Еймері
69°45′ пд. ш. 71°00′ сх. д. / 69.75° пд. ш. 71° сх. д.

Найбільші шельфові льодовики Антарктиди.
Росса (472960 км²)
Ронне-Фільхнера (422420 км²)
Еймері (62620 км²)
Ларсена (48600 км²)
Рісер-Ларсена (48180 км²)
Фімбул (41060 км²)
Шеклтона (33820 км²)
Георга VI (23880 км²)
Західний (16370 км²)
Вілкінса (13680 км²)

Шельфовий льодовик Еймері (англ. Amery Ice Shelf) — шельфовий льодовик у Східній Антарктиді, між берегами Ларса Крістенсена  (Земля Мак-Робертсона) і Інгрід Крістенсен (Земля Принцеси Єлизавети). Покриває затоку Прюдс, що глибоко вклинюється у суходіл. Часково розташовано на Землі Мак-Робертсона.
З континенту до нього примикає величезний льодовик Ламберта. Поруч з місцем, де він переходить у шельфовий льодовик, біля підніжжя гір Принца Чарльза, знаходиться антарктична оаза, — Оаза Еймері, в якій розташоване епішельфове озеро Бівер, що з'єднане з океаном під льодовиком.
Льодовик Ламберта переходить у Шельфовий льодовик Еймері у Грабені Ламберта на південно-західній стороні затоки Прюдс.
Басейн Еймері (68°15′ пд. ш. 74°30′ сх. д. / 68.250° пд. ш. 74.500° сх. д.) — підводний басейн на північ від шельфового льодовику Еймері.
Льодовик був відкритий в 1931 році Британсько-австрало-новозеландською експедицією і названий на честь Вільяма Еймері, державного службовця, який представляв уряд Сполученого Королівства в Австралії (1925-28).
Протяжність льодовика з півдня на північ складає близько 250 км, зі сходу на захід — близько 200 км. Площа льодовика дорівнює 40 тис. км², проте вона періодично змінюється через відколювання гігантських айсбергів. У 1964 році від льодовика відколовся айсберг площею близько 11 тис. км². Висота льодовика становить 25-50 м, товщина льоду змінюється від 200 м в мористій до 800 м в тиловій частині льодовика. На півдні льодовик Еймері з'єднується з льодовиком Ламберта, який служить основним джерелом живлення першого.
Поруч з шельфовим льодовиком розташовані антарктичні станції: китайська — Чжуншань та російська — Прогрес.
Наприкінці вересня 2019 від льодовика відколовся найбільший за останні 50 років айсберг. Він отримав назву D28, має площу 1636 км2 та важить 315 мільярдів тонн.